# مجله انجمن پزشکی کانادا
مجله انجمن پزشکی کانادا (انگلیسی: Canadian Medical Association Journal) یک ژورنال پزشکی عمومی با داوری همتا است که توسط انجمن پزشکی کانادا منتشر می‌شود. این ژورنال پژوهش‌های بالینی اصلی، تحلیل‌ها، بررسی‌ها، اخبار، به‌روزرسانی‌های عملی، و سرمقاله‌ها را منتشر می‌کند.